# 563 př. n. l.

## Události
- Siddhártha Gautama, budoucí Buddha, se narodil v Lumbiní, ve starověké Indii.

## Hlava státu
Médská říše:
- Astyagés (Ištumegu)

Persis:
- Kambýsés I.

Egypt:
- Ahmose II. (26. dynastie)

Novobabylonská říše:
- Nabukadnezar II.

Římské království:
- Servius Tullius